# Ivan Antonovič Jefremov
Ivan Antonovič Jefremov (rusky Ива́н Анто́нович Ефре́мов, 9. dubnajul./ 22. dubna 1907greg. Vyrica u Petrohradu – 5. října 1972 Leningrad) byl sovětský paleontolog a spisovatel sci-fi.

## Paleontologická činnost
Jefremov proslul například i jako vedoucí sovětsko-mongolských expedic do mongolské pouště Gobi v letech 1946, 1948 a 1949, při nichž bylo objeveno množství nových druhů dinosaurů, například obřího teropoda druhu Tarbosaurus bataar.

## Literární činnost
Svá první díla začal publikovat až ve věku 38 let. Mezi jeho nejslavnější díla patří kniha Hvězdné koráby, napsaná v roce 1944 a publikovaná o čtyři roky později. V knize nabízí autor – sám zdatný objevitel dinosauřích fosilií z mongolské pouště Gobi – mimo jiné zajímavou, byť jen nevážně míněnou hypotézu o vyhynutí dinosaurů. Měli být vyhlazeni mimozemskými nájezdníky, čerpajícími energii a zdroje z vhodných planet, přičemž k Zemi se dostali právě na konci křídy.
Ve své knize 7 podivuhodných příběhů (1944, česky 1956) zpopularizoval tajemného tvora olgoje chorchoje: „Je to legenda, ale mezi obyvateli Gobi je rozšířená natolik, že tento tajemný červ je v nejrůznějších oblastech popisován identicky až do nejmenších detailů." Příběh záhadného pouštního červa je připomínán u terária hroznýška tatarského (Eryx tataricus) v expozici Gobi v Zoo Praha.

## Pocty

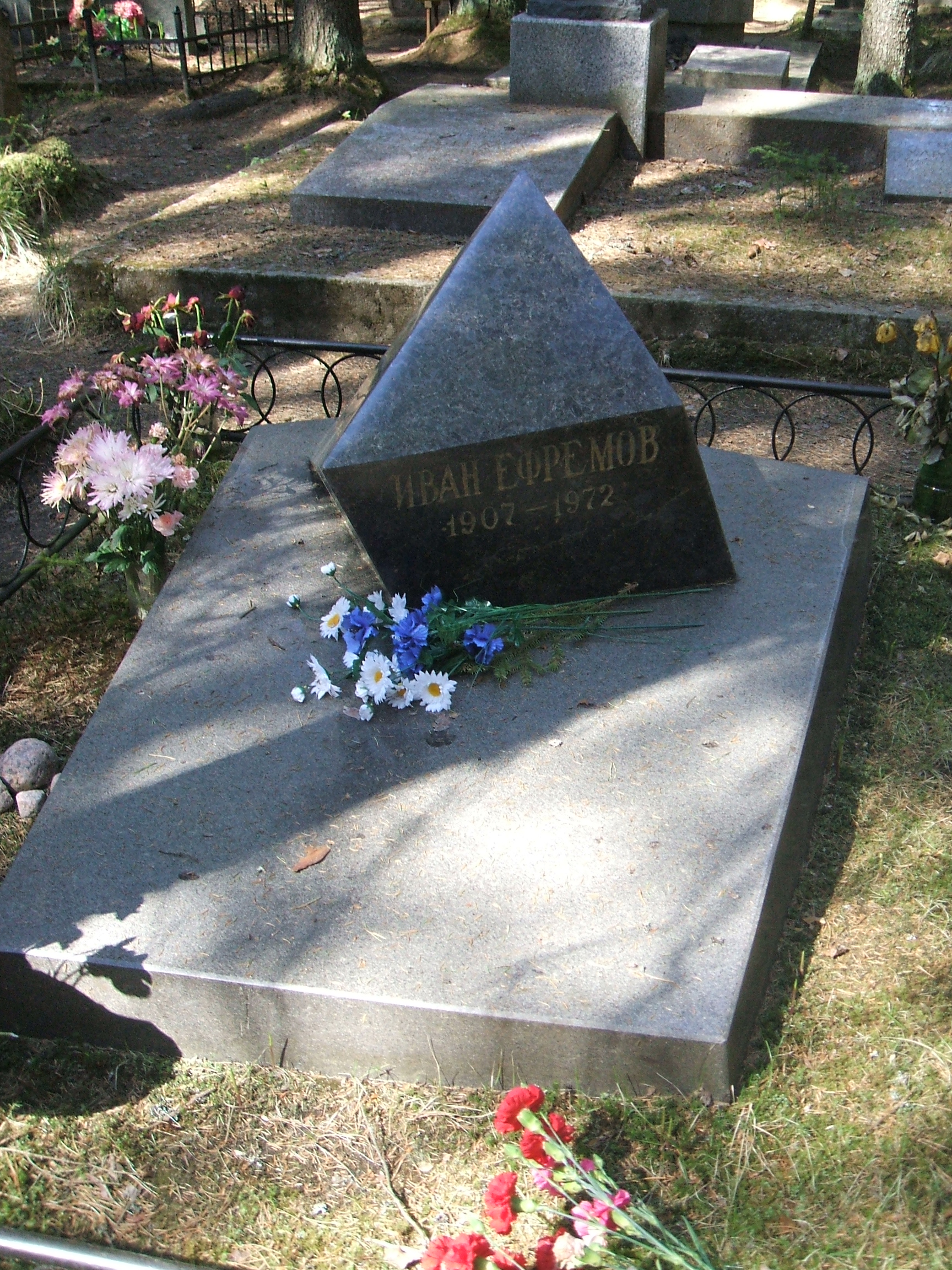
Jefremovův náhrobek, hřbitov Komarovo

Je po něm pojmenována planetka 2269 Efremiana.

## Dílo
- Setkání nad Tuscarorou (1944, česky 1959) – novela o společném sovětsko–americkém výzkumu mořských hlubin
- 7 podivuhodných příběhů (1944, česky 1956)
- Bílý roh (1945, česky 1947)
- Hvězdné koráby (1949, česky 1949)
- Velikaja duga (1949 a 1953)
- Cesta větrů (1954, česky 1956)
- Mlhovina v Andromedě (1957, česky 1960)
- Ostří břitvy (1963, česky 1967) – sci-fi s historickými motivy
- Hodina býka (1970, česky 1973)
- Thais Athénská (1972, česky 1982)